# 萊恩·奧赫恩
萊恩·派翠克·奧赫恩（英語：Ryan Patrick O'Hearn，1993年7月26日—），為美國職棒大聯盟的一壘手與指定打擊，目前效力於聖地牙哥教士。他先前曾效力於皇家與金鶯等隊。

## 職業生涯

### 堪薩斯市皇家
2014年美國職棒大聯盟選秀，皇家在第八輪選進奧赫恩。2018年7月31日，奧赫恩登上大聯盟。他在初登場便成功開轟，整季繳出2成62的打擊率，並敲出12轟與30分打點。隔年奧赫恩陷入低潮，打擊率僅1成95，並敲出14轟與38分打點。
2020年7月7日，奧赫恩確診COVID-19。整季他的打擊率為1成95，並敲出2轟與18分打點。2021年，他的打擊率為2成25，並敲出9轟與29分打點。2022年12月28日，皇家交易來Jordan Lyles，並將奧赫恩指定讓渡。

### 巴爾的摩金鶯
2023年1月3日，奧赫恩被交易到金鶯。不過很快的，球隊在簽下Lewin Díaz後便將奧赫恩下放到3A。4月13日，在3A繳出3成54打擊率的奧赫恩回到大聯盟。
5月，奧赫恩繳出6成15的長打率。在萊恩·蒙卡索因為眩暈症休息一個月的狀況下，奧赫恩把握機會站穩大聯盟。整季他繳出2成89的打擊率，並敲出14轟與60分打點。

### 聖地牙哥教士
2025年7月31日，金鶯將奧赫恩和拉蒙·勞瑞亞諾交易到教士，換來Boston Bateman、Cobb Hightower、Brandon Butterworth、Tyson Neighbors、Victor Figueroa和Tanner Smith。

## 外部連結
- 球員資訊和成績在MLB ，ESPN ，Retrosheet ，Baseball Reference ，Baseball Reference (Minors) ，Fangraphs ，The Baseball Cube （英文）